# Opper-Lausitzs voetbalkampioenschap 1911/12 (Midden-Duitsland)
In 1911/12 werd het eerste Opper-Lausitzs voetbalkampioenschap  gespeeld, dat georganiseerd werd door de Midden-Duitse voetbalbond. Budissa Bautzen werd kampioen en plaatste zich zo voor de Midden-Duitse eindronde. De club verloor met 1-5 van SpVgg 1899 Leipzig-Lindenau.

## 1. Klasse
| Plaats | Club               | Wed. | W | G | V | Saldo | Ptn.  |
| ------ | ------------------ | ---- | - | - | - | ----- | ----- |
| 1.     | FK Budissa Bautzen | 6    | 6 | 0 | 0 | 28:03 | 12:00 |
| 2.     | Zittauer BC        | 6    | 4 | 0 | 2 | 08:02 | 08:04 |
| 3.     | VfB 1908 Bautzen   | 6    | 2 | 0 | 4 | 11:24 | 04:08 |
| 4.     | SK 1909 Bautzen    | 6    | 0 | 0 | 6 | 04:22 | 00:12 |

|  | Kampioen, geplaatst voor Midden-Duitse eindronde |